# Mengzi, Honghe
Mengzi, tidigare romaniserat Mengtsz, är en stad på häradsnivå i Honghe, en autonom prefektur för Hanifolket och yifolket i Yunnan-provinsen i sydvästra Kina. Den ligger omkring 220 kilometer söder om provinshuvudstaden Kunming. 
Efter Fransk-kinesiska kriget öppnades orten för utländsk handel 1889 enligt ett fördrag med Frankrike.